# Cecilia (Louisiana)
Cecilia is een plaats (census-designated place) in de Amerikaanse staat Louisiana, en valt bestuurlijk gezien onder St. Martin Parish.

## Demografie
Bij de volkstelling in 2000 werd het aantal inwoners vastgesteld op 1505.

## Geografie
Volgens het United States Census Bureau beslaat de plaats een oppervlakte van
4,5 km², geheel bestaande uit land. Cecilia ligt op ongeveer 2 m boven zeeniveau.

## Plaatsen in de nabije omgeving
De onderstaande figuur toont nabijgelegen plaatsen in een straal van 20 km rond Cecilia.

## Geboren
- Richard Landry (1938), musicus en artiest